# Giridih
Giridih (hindi: गिरिडीह, bengali: গিরিডি) är en stad i den indiska delstaten Jharkhand och är centralort i ett distrikt med samma namn. Folkmängden uppgick till 114 533 invånare vid folkräkningen 2011, med förorter 143 630 invånare.